# Arboleda
Arboleda là một khu tự quản thuộc tỉnh Nariño, Colombia. Thủ phủ của khu tự quản Arboleda đóng tại Berruecos Khu tự quản Arboleda có diện tích 115 ki lô mét vuông. Đến thời điểm ngày 28 tháng 5 năm 2005, khu tự quản Arboleda có dân số 6554 người.